# 本宮山スカイライン

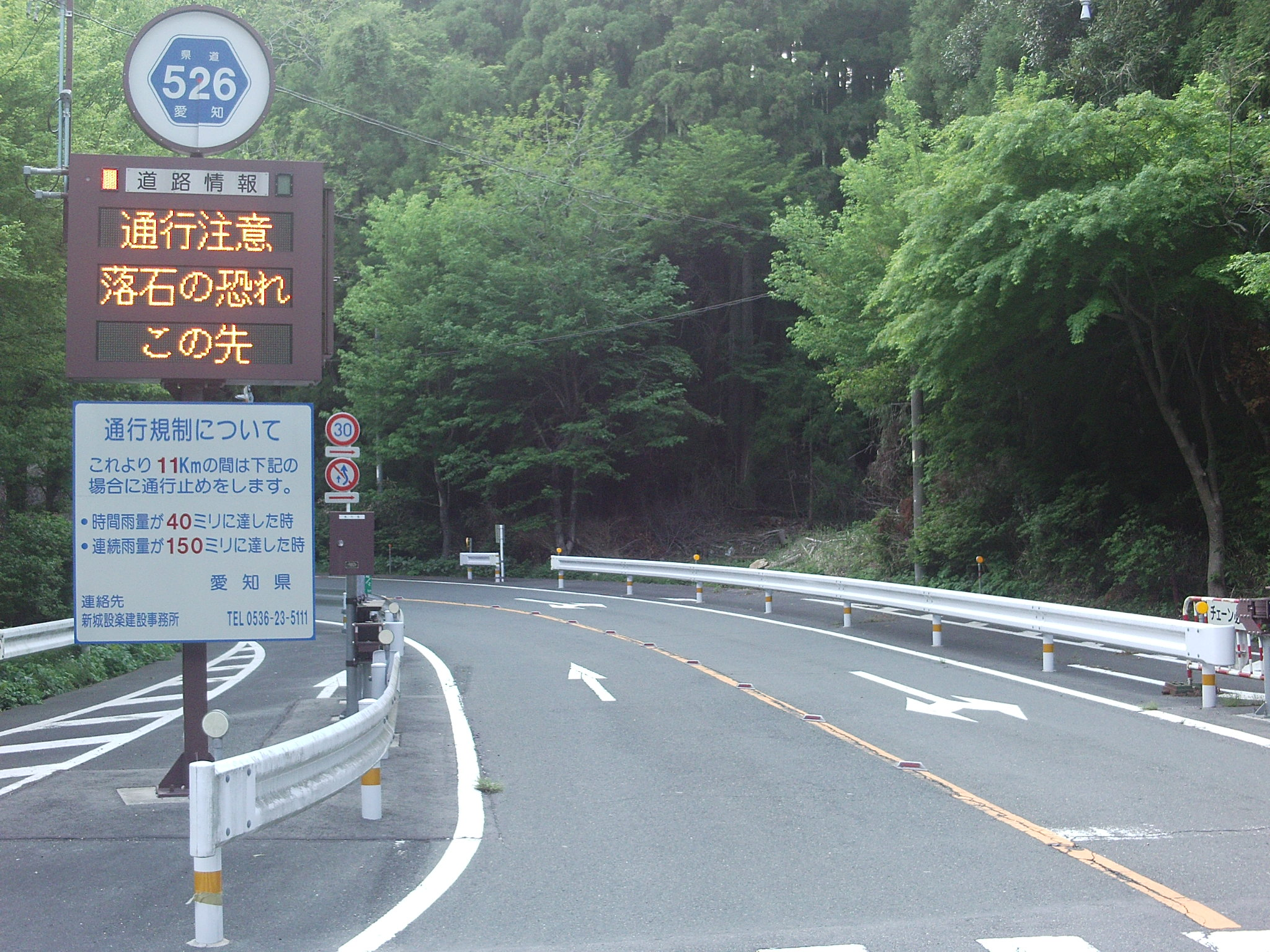
愛知県道526号本宮山作手保永線の終点。

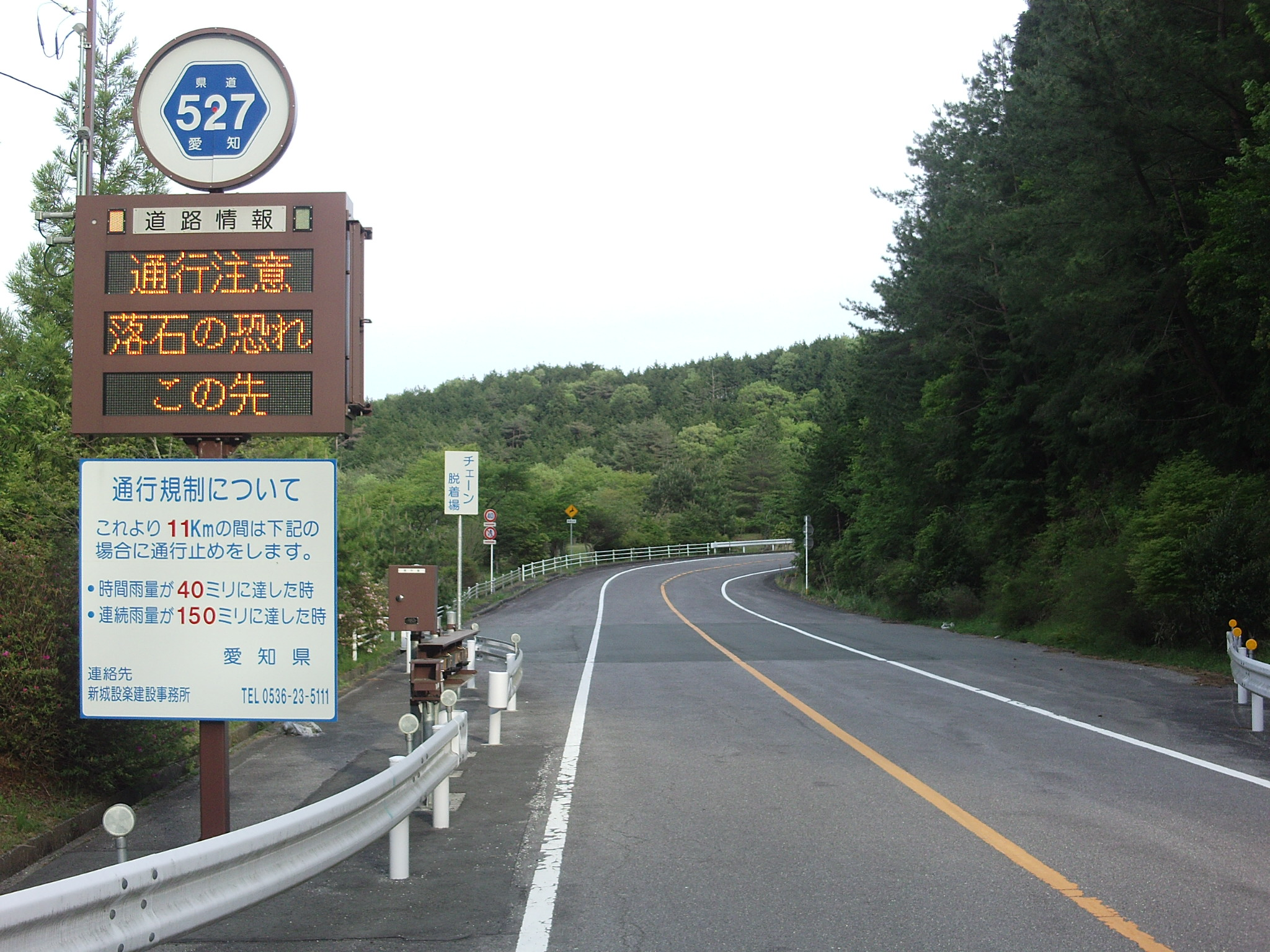
愛知県道527号本宮山作手白鳥線の終点。

本宮山スカイライン（ほんぐうさんスカイライン）は、愛知県新城市作手保永から同市作手白鳥に至る延長11.6 kmの道路である。もともと愛知県道路公社の管理する有料道路であったが、2006年（平成18年）2月1日に無料開放された。無料開放の約1年前に愛知県道526号本宮山作手保永線および愛知県道527号本宮山作手白鳥線として県道に認定されている。県道移管後も、本宮山スカイラインの名称は道路の愛称として残されている。

## 県道の概要

### 愛知県道526号本宮山作手保永線
- 起点 : 本宮山
- 終点 : 愛知県新城市作手保永（和田交差点、国道301号交点）
- 延長 : 3.9 km
- 通過する自治体：豊川市、新城市

### 愛知県道527号本宮山作手白鳥線
- 起点 : 本宮山
- 終点 : 愛知県新城市作手白鳥（愛知県道37号岡崎作手清岳線交点）
- 延長 : 7.3 km
- 通過する自治体：新城市、岡崎市

## 歴史
- 1973年：開通。営業時間は8:00 - 18:00、冬季は16:00まで。ただしルート上に砥鹿神社奥宮があるため、年末年始は夜間も特別営業。
- 2004年ころ：営業時間を10:00 - 18:00に変更。
- 2005年3月18日：県道認定。
- 2006年1月31日：営業終了。
- 2006年2月1日：無料開放。

### 有料道路時代の通行料金
ここに記述しているものは無料開放される直前の通行料金である。
- 二輪 : 580円
- 軽・小型・普通自動車 : 830円
- 路線バス、マイクロバス : 2,100円
- 大型自動車、観光バス : 3,360円

## 通行規制
次の基準に達したときは道路管理者（愛知県）により通行規制の措置が取られる。
- 時間雨量が40 mmに達したとき。
- 連続雨量が150 mmに達したとき。

また冬季には全線にわたりチェーン規制あり。

## 地理
東名高速道路の豊川インターチェンジ (IC) の北に位置し、本宮山（標高789 m）の尾根に沿って走る道路である。豊川ICから国道301号から分岐する本宮山山頂入口までの距離は、約22 kmある。天候に恵まれれば、眼下に三河湾、遠望に富士山まで見ることができる。山頂付近は、豊橋エリアの通信中継基地にもなっていて、通信アンテナ群が数多く建つ。また、山頂付近の沿線に本宮山県立自然公園と砥鹿神社奥宮があって、ハイカーや参拝者の利用で平日でも交通量は少なくない。

### 沿線・周辺
- 本宮山県立自然公園
- 砥鹿神社
- 本宮山無線中継所
- ヨコタ博物館
- 鬼久保ふれあい広場
- ホウジタ峠（県道37号交点付近：標高560m）
- 和田峠（国道301号交点付近：標高470m）